# 陶福同
陶福同（1844年—1911年），字佛仲，江西省南昌府新建縣人，清朝政治人物。進士出身。
光緒二年（1876年），參加丙子恩科會試，得貢士第306名。殿試登進士2甲第6名。同年五月（6月3日），著分六部學習。官至河南陈州府知府。
精医学，工诗文，有《佛仲医案稿》。